# Oudelle (Utrecht)
Oudelle was in de middeleeuwen een gebied in de huidige Utrechtse binnenstad. Ruwweg lag Oudelle in het gebied waar vandaag de dag de Nieuwegracht doorheen loopt.
In het begin van de hoge middeleeuwen werd Utrecht voornamelijk vormgegeven door de Rijn en Vecht, de burcht Trecht en nederzettingen als Stathe. De natuurlijke waterwegen werden in deze periode deels gedempt, opgenomen in nieuwe aangelegde waterwegen of raakten verland. Met name de Vecht splitste destijds aan de zuidkant van de huidige binnenstad af van de Rijn. De oude Rijnloop begaf zich vanaf de splitsing noordwaarts richting Janskerkhof en boog hier in westelijke richting af. Met de grootschalige reorganisatie van de Utrechtse waterhuishouding werd bij het Janskerkhof een dam aangelegd (Jansdam) en vermoedelijk ook een dam bij de splitsing van de twee rivieren. De oude rivierloop verlandde, op een deel van de Kromme Nieuwegracht na, vrijwel geheel. Vanaf medio 12e eeuw werd het voormalig stroomgebied tussen de dammen nog lange tijd de Oudelle of Vetus Vallis genoemd: de oude vallei.